# ليه كار
ليه كار (بالفرنسية: Les Cars)‏ هي بلدية في مقاطعة فيين العليا في منطقة أقطانية الجديدة غرب فرنسا.